# Graffias
Graffias (β Sco / β Scorpii / Beta Scorpii, conosciuta anche come Acrab) è un sistema stellare della costellazione dello Scorpione. Sebbene sia solo settima in ordine di luminosità all'interno della costellazione, Bayer le ha assegnato la lettera β, forse per la sua posizione prominente nella parte anteriore dello Scorpione. Confusamente il nome Graffias è stato attribuito anche alla debole ξ Scorpii.

## Osservazione

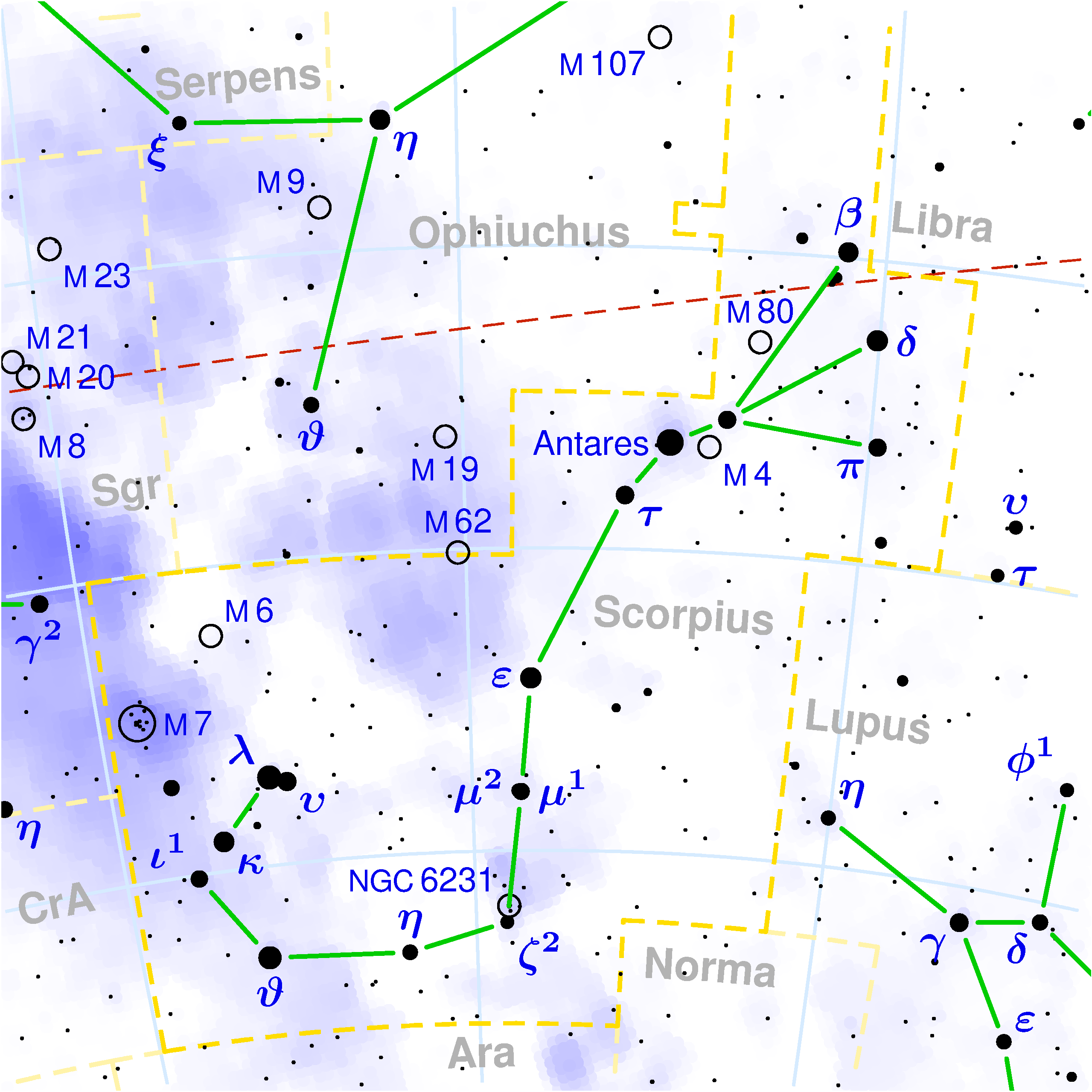
Carta della costellazione dello Scorpione.

Graffias è posta nella parte nord-ovest della costellazione dello Scorpione, in corrispondenza delle sue chele. È la più a nord delle tre stelle luminose che costituiscono la fronte dello Scorpione, essendo le altre due Dschubba e Pi Scorpii. Pur avendo una magnitudine apparente di 2,56 è superata in luminosità da ben sei altre stelle della costellazione, fra cui Antares, Shaula e Sargas. Ciò è dovuto alla presenza nella costellazione dello Scorpione di molte stelle luminose, tanto che essa è la più ricca di stelle sotto magnitudine 3,0. Graffias fa anche parte dell'asterismo del Grande Uncino, assieme ad Antares e Dschubba.
Graffias è una stella dell'emisfero australe. Tuttavia, essendo la stella luminosa più a nord, posta solo 19° sotto l'equatore celeste, le sue possibilità di osservazione nell'emisfero boreale sono abbastanza ampie e in ogni caso migliori delle stelle poste più a sud, che sono visibili solo a partire dalle regioni mediterranee. Al contrario Graffias è visibile fino al 70º parallelo, oltre il circolo polare artico, sebbene in Canada, Europa settentrionale e nella Russia settentrionale essa apparirà molto bassa all'orizzonte sud e sarà visibile per poche ore della notte. D'altra parte questa relativa vicinanza all'equatore celeste comporta che Graffias sia circumpolare solo nelle regioni antartiche.
I mesi migliori per la sua osservazione sono quelli che corrispondono all'estate boreale, da maggio ad agosto.

## Ambiente galattico

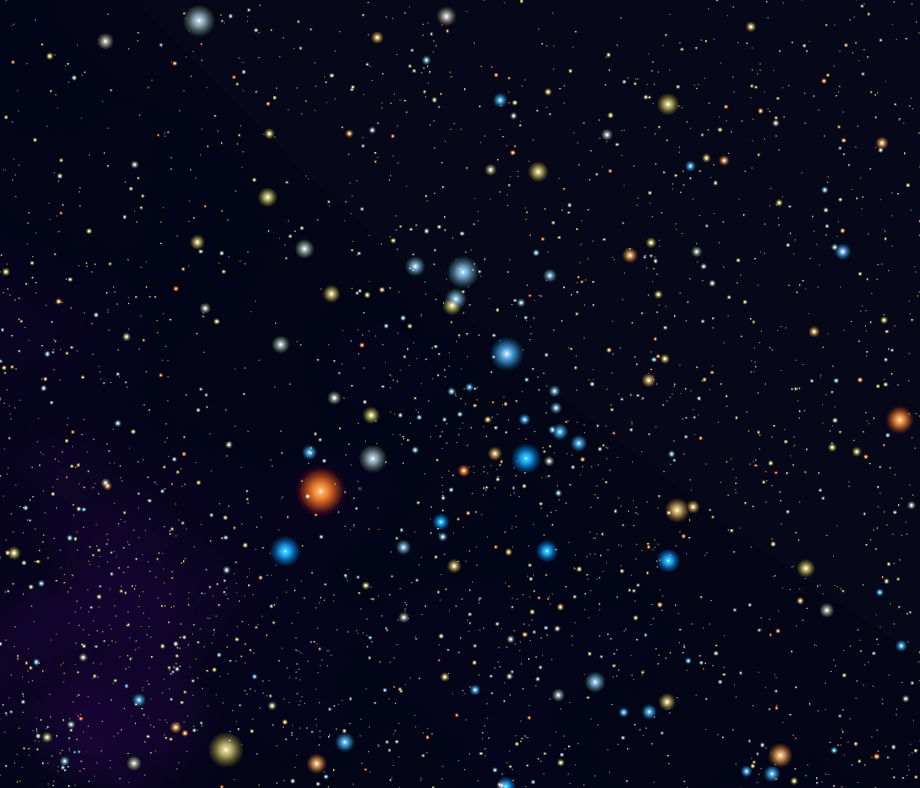
Il gruppo Scorpione superiore

Graffias fa parte, come molte stelle brillanti della costellazione dello Scorpione, dell'associazione stellare Scorpius-Centaurus, l'associazione OB più vicina alla Terra. Questa associazione è molto estesa, essendo formata da forse 1.200 stelle con masse pari o superiori alle 15 M☉. Esse si sono formate in un tempo compreso fra i 5 e i 17-22 milioni di anni. Le stelle più massicce dell'associazione sono probabilmente già esplose in supernovae, che hanno dato origine ad ulteriori fenomeni di formazione stellare.
L'associazione Scorpius-Centaurus è divisa in tre sottogruppi di stelle, chiamati Scorpione superiore, Centauro superiore-Lupo e Centauro inferiore-Croce. Graffias fa parte del primo di questi sottogruppi, noto anche come Associazione di Antares, sebbene non sia chiaro se Antares faccia parte del sottogruppo o meno. L'associazione Scorpione superiore, che comprende le stelle poste in corrispondenza della testa dello Scorpione, è il sottogruppo più giovane dei tre, avente una età di circa 5 milioni di anni. Di esso fanno parte, oltre a Graffias, anche le due altre stelle brillanti che formano la testa dello Scorpione, cioè Dschubba e Pi Scorpii. La distanza media del sottogruppo dalla Terra è circa 400-500 anni luce. Graffias, in particolare, dista da noi circa 530 anni luce.

## Caratteristiche

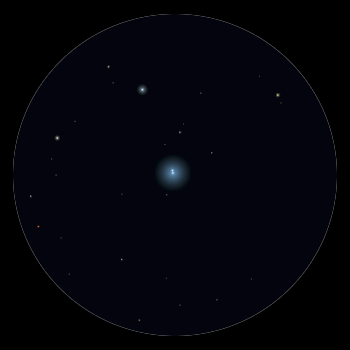
Graffias vista al telescopio. Si può apprezzare la separazione di due componenti

Graffias è un sistema multiplo molto complesso, formato da almeno cinque componenti. Un piccolo telescopio è sufficiente a separare due componenti distanti l'una dall'altra 14 secondi d'arco, che alla distanza di 530 anni luce corrispondono a circa 2.200 UA, cioè circa 330 miliardi di km. Le due componenti così risolte orbitano l'una intorno all'altra in almeno 16.000 anni. Inoltre la più brillante delle due componenti rivela a telescopi più potenti di avere un'altra compagna, molto più debole, ad appena mezzo secondo d'arco, cioè a circa 80 UA. La primaria è stata chiamata β Scorpii A, la compagna più vicina e debole β Scorpii B, mentre quella più distante e luminosa β Scorpii C.
Lo studio delle ulteriori componenti è stato facilitato dal fatto che, essendo abbastanza vicina al piano dell'eclittica, Graffias viene occultata, anche se raramente, dai pianeti del sistema solare. In particolare, nel 1971 Beta Scorpii A è stata occultata dal pianeta Giove, mentre nel 1972 Beta Scorpii C è stata occultata dal satellite di Giove Io.

### Beta Scorpii A
Sebbene sia noto fin dagli anni cinquanta che Beta Scorpii A è a sua volta una binaria spettroscopica con un periodo di 6,8 giorni, le caratteristiche fisiche delle due componenti hanno cominciato ad essere comprese con maggiore precisione solo dopo una serie di occultazioni di Beta Scorpii A da parte di Giove e della Luna occorse negli anni settanta. Infatti tali occultazioni danno la possibilità di osservare le due componenti separatamente, seppur per il breve periodo in cui il pianeta occulta una sola delle due componenti. Per ulteriori indagini sono stati utilizzati metodi spettroscopici.
La componente principale di Beta Scorpii A, chiamata Beta Scorpii A1, è una stella di classe spettrale B0,5 V, avente una temperatura superficiale di 28.000 ± 2000 K. Tale temperatura le conferisce un colore blu. Il suo raggio è 6,5 ± 0,4 volte quello del Sole e la sua massa è calcolata essere 13,3 ± 0,9 volte quella solare. Stelle così massicce sono molto luminose: Beta Scorpii A1 ha probabilmente una luminosità di circa 9.000 L☉. Sia le caratteristiche fisiche di questa stella, sia l'età calcolata degli altri membri dell'associazione OB a cui appartiene sono compatibili con una età di circa 5-6 milioni di anni. Se è così, Beta Scorpii A1 è giunta a circa un terzo della sua esistenza come stella di sequenza principale. Fra 10 milioni di anni, essa ne uscirà per diventare una supergigante rossa. Vista la sua massa, il suo destino finale è quello di esplodere in una supernova.
La componente secondaria di Beta Scorpii A, chiamata Beta Scorpii A2, è una stella di classe spettrale B2,5 V, avente una temperatura superficiale un po' inferiore rispetto a quella della primaria (24.600 ± 2000 K). Come la primaria, essa è di colore blu. Anche il suo raggio è un po' inferiore a quello della compagna (4.0 ± 0,3 R☉), così come la sua massa, che è stimata essere 9,5 ± 0,4 volte quella del Sole. Di conseguenza, la luminosità di Beta Scorpii A2 è circa 2.600 volte quella del Sole. La secondaria sarebbe quindi all'incirca 3 volte e mezzo meno luminosa della primaria. Poiché le componenti di Graffias si sono formate dalla stessa bolla di gas, hanno tutte più o meno la stessa età. Pertanto anche Beta Scorpii A2 è nata 5-6 milioni di anni fa. Essendo tuttavia meno massiccia di Beta Scorpii A1, essa è destinata a vivere più a lungo: forse 50 milioni di anni. Il suo destino finale è incerto in quanto la sua massa è posta proprio sul confine fra quella delle stelle che concludono la loro esistenza come nane bianche e quelle che invece esplodono come supernovae. Un calcolo preciso della sua metallicità e della sua massa potrebbe aiutare a formulare delle ipotesi sulle ultime fasi della sua evoluzione.
Le due componenti di Beta Scorpii A sono, su scala astronomica, molto vicine. Esse sono distaccate di appena 1,42 millarcosecondi, ossia 30 milioni di km, poco più della metà della distanza fra Mercurio e il Sole. L'orbita da essi percorsa è moderatamente eccentrica (e=0.291 ± 0.006) ed è inclinata di circa 65° rispetto alla nostra visuale.

### Beta Scorpii C
Beta Scorpii C è stata molto meno studiata rispetto a Beta Scorpii A. Ciò è anche dovuto alla sua minore luminosità: mentre la magnitudine apparente di Beta Scorpii A è 2,62, quella di Beta Scorpii C è 4,92 . Questa stella ha una classe spettrale B2V e una temperatura superficiale di circa 22.000 gradi; dovrebbe avere quindi caratteristiche abbastanza simili a quelle di Beta Scorpii A2. Il 14 maggio 1971 il satellite di Giove, Io ha occultato questo astro e ciò ha permesso di studiarne meglio le caratteristiche: per esempio, si è potuto dedurre che, avendo impiegato Io 0,1 secondi ad occultare la stella, essa deve avere un diametro angolare di 0,2 milliarcosecondi, che corrisponde a un raggio 5,5 volte quello del Sole. Le variazioni della luminosità durante l'occultamento suggeriscono inoltre che anche Beta Scorpii C sia una stella binaria. La principale, fin qui descritta, avrebbe infatti una debole compagna, chiamata Beta Scorpii E, distante dalla principale 97 milliarcosecondi. Si tratta forse di una stella avente una massa simile a quella del Sole.

### Beta Scorpii B
Beta Scorpii B è una stella distante da Beta Scorpii A circa 450 milliarcosecondi e più debole rispetto a questa di 3,31 magnitudini (cioè Beta Scorpii A è una ventina di volte più luminosa della componente B). Essa orbita intorno alla coppia Beta Scorpii A1-A2; questo movimento orbitale sta facendo sì che la distanza apparente fra le componenti C e A stia diminuendo: un secolo fa infatti erano distanti un secondo d'arco. Potrebbe trattarsi di una stella di classe spettrale B, avente una massa di circa 6 M☉

### Il sistema e altre possibili componenti

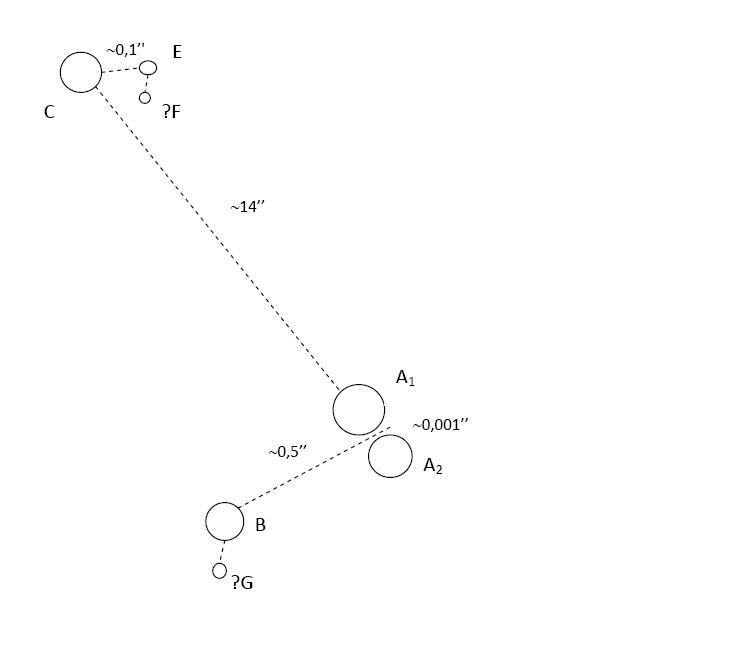
Schema delle componenti di Graffias

Il sistema formato da queste componenti è particolarmente complesso. Inoltre è possibile che siano presenti altre componenti minori non ancora osservate. La coppia Beta Scorpii A1-A2 forma una binaria stretta, intorno a cui ruota la componente C. Intorno a questo sistema triplo orbita la coppia formata dalle componenti C ed E, le quali orbitano strettamente l'una intorno all'altra. È stato ipotizzato che anche la componente B abbia una compagna molto più debole, chiamata Beta Scorpii G, così come la componente E potrebbe essere a sua volta una stella doppia. La possibile compagna di E è stata chiamata Beta Scorpii F. Se queste ulteriori componenti fossero confermate, Graffias sarebbe un sistema settuplo. Tuttavia non si sono ancora trovate conferme dell'esistenza di queste due ulteriori componenti, mentre sembra essere sicuro che Graffias sia un sistema quintuplo, essendo le sue componenti A1, A2, C, E e B.

## Etimologia e significato culturale
L'etimologia del nome Graffias non è del tutto chiara, ma è stato suggerito questa parola sia in qualche modo legata con il greco Γραψαίος, Grapsaios, che significa granchio. In tempi antichi infatti le idee di scorpione e granchio erano quasi intercambiabili e si credeva che il primo fosse generato dal secondo. Un'altra ipotesi è che la parola sia in qualche modo legata al termine chela, data la posizione di Graffias nella parte anteriore delle Scorpione, in corrispondenza delle sue chele. Il nome Acrab deriva invece dall'arabo العقرب, al-'Aqrab, che significa lo Scorpione.
Per i cinesi Graffias è parte della Xiu Fang, che significa casa o stanza, assieme a Dschubba, a Pi Scorpii e a Rho Scorpii. Si tratta dello Xiu centrale fra i sette che compongono la regione del Drago azzurro. Graffias veniva chiamata dai cinesi 房宿四, Tien Sze, che significa il carro a quattro cavalli del cielo ed era adorata dai cavalieri. Inoltre si credeva che presiedesse alla crescita dei bachi da seta e la sua apparizione nel cielo ne segnava l'inizio della stagione di produzione.
In India Graffias era considerata parte della quindicesima Nakshatra, Anuradha, assieme a Dschubba, a Pi Scorpii, a Rho Scorpii e Jabbah (ν Scorpii). Gli astronomi indiani si figuravano questo asterismo come un arco o uno spigolo, che queste stelle in effetti sembrano formare.